# 에르베 프랑코포울로스
프랑코포울로스 혹은 프랑고포울로스(그리스어: Φραγγόπουλος, “프랑크족의 후예”)라 불린 에르베(그리스어: Ἑρβέβιος, Ervevios, 이탈리아어: Erveo)는 1050년대에 비잔티움에 고용된 노르만 용병 장군이다.
아마투스 카시넨시스의 서술에 의하면, 에르베와 노르만 용병들은 1038년부터 1040년까지 게오르기오스 마니아케스의 지위를 받으며 시칠리아의 무슬림들과 싸웠다. 1040년에서 1043년까지는 아풀리아의 그리스인들과 싸웠고, 보상으로 아벨리노를 받았다(1042/3). 1050년, 그는 대大 니케포로스 브리엔니오스와 또 다른 비잔티움 장군 휘하 노르만 용병들의 대장이 되었다. 같은 해에 도나우강변에서 페체네그인들은 그와 카타칼론 케카우메노스에게 이겼다.
1056년, 그는 비잔티움 황제 미카일 6세에게 마기스트로스 직위를 달라고 요구했다. 황제가 거부하자 그는 아르메니아 테마의 영지로 물러났다. 거기에서 그는 300명의 노르만인들을 모았고, 1057년 봄에는 반 호쪽으로 동부 소아시아로 진군했다. 아마 그는 거기에 자신의 공국을 세우려고 했는지 부근의 아르메니아인들, 셀주크 튀르크인들과 전쟁을 벌였다. 처음에는 승리를 거두었지만, 그는 결국 아흘라트의 에미르 아부 나스르에게 생포되었다.
그는 쇠사슬에 묶여 콘스탄티노폴리스로 보내졌다. 하지만 그는 황제와 화해했다. 남아있는 인장에 따르면, 그는 마기스트로스 직위를 얻어냈고, 이사키오스 1세 콤네노스의 군대에서 베스티아리테스이자 동부의 스트라텔라테스가 되었다. 하지만 에데사의 메테오스가 기록한 바에 따르면, 1063년 아미다의 튀르크인들이 어떤 “프랑카볼”을 매수해 전투를 피했다. 이 사람과 에르베가 동일인물인지는 불확실하다. 하지만 이 직후에 황제 콘스탄티노스 10세 두카스가 에르베를 처형한 것은 확실하다. 어쩌면 그는 후기 비잔티움의 프랑고폴울로스 가家의 시조일지도 모른다.

## 참고 문헌
- Gravett, Christopher, and Nicolle, David. The Normans: Warrior Knights and their Castles. Osprey Publishing: Oxford, 2006.
- Kazhdan, Oxford Dictionary of Byzantium, Oxford University Press, 1991, ISBN 59-378-3063-9 {{isbn}}의 변수 오류: 유효하지 않은 ISBN..
- Schlumberger, Gustave. Deux chefs Normands des armées Byzantines au XI siècle. Rev. Hist. 16, 1881.